# 7323 Роберсомма
7323 Роберсомма (7323 Robersomma) — астероїд головного поясу, відкритий 22 вересня 1979 року.
Тіссеранів параметр щодо Юпітера — 3,141.